# Alan Lelchuk

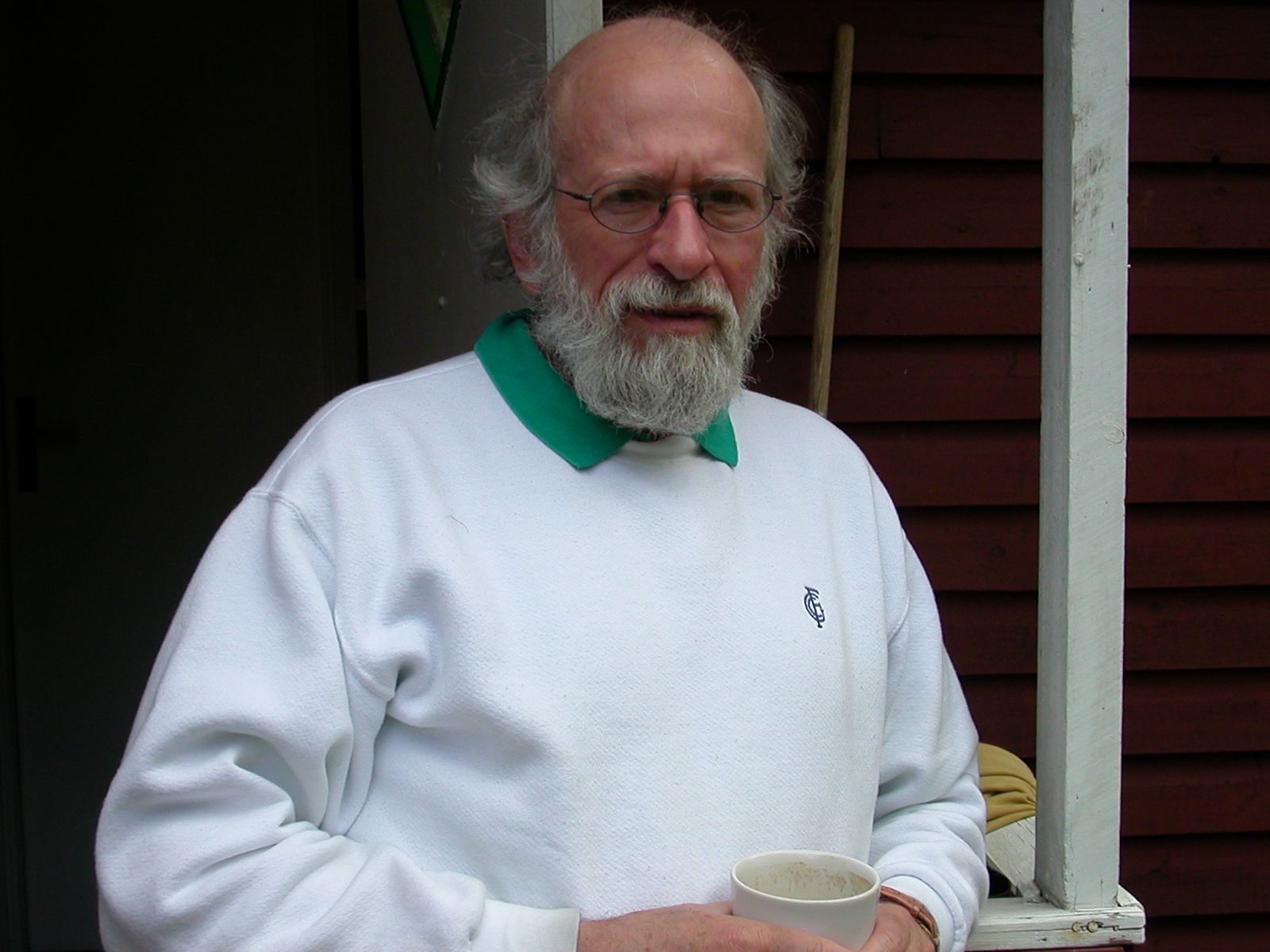
Alan Lelchuk

Alan Lelchuk (* 1938 in Brooklyn, New York City) ist ein US-amerikanischer Schriftsteller und Hochschullehrer. Seine Romane und Kurzgeschichten sind in mehr als halbes Dutzend Sprachen übersetzt wurden, darunter Dänisch, Niederländisch, Französisch, Deutsch, Hebräisch, Ungarisch, Japanisch, Russisch und Spanisch.

## Leben
Lelchuk graduierte 1960 vom Brooklyn College und studierte anschließend am University College London. Seinen M.A. erhielt er 1963 und 1965 schloss er seine Promotion ab. Er begann 1966 an der Brandeis University zu unterrichten und war 1982 bis 1984 „Visiting Writer“ am renommierten Amherst College. Teilnehmer an seinem Seminar zum Kreativen Schreiben war unter anderem David Foster Wallace, der 1996 mit Unendlicher Spaß seinen Durchbruch als Romanautor hatte und dessen erzählerisches Werk zu dem intellektuell und künstlerisch Verwegensten gezählt wird, was die moderne amerikanische Literatur in den vergangenen Jahren hervorgebracht hat. Lelchuk, ein dem Realismus verpflichteter Autor, war allerdings nicht begeistert von den Arbeiten, die Wallace ihm vorlegte, gestand ihm aber ein ungewöhnliches Talent zu.
Seit 1985 ist Lelchuk Hochschullehrer am Dartmouth College. Lelchuk hat außerdem Seminare in Kreativem Schreiben und Amerikanischer Literatur an der Lomonossow-Universität in Moskau, Universität Neapel Federico II in Neapel und an der Freien Universität Berlin gegeben. Er lebt in New Hampshire.

## Werk
Seine Kurzgeschichten erschienen in Magazinen wie Transatlantic Review, The Atlantic, Modern Occasions, The Boston Globe Magazine und Partisan Review. Seine Romane sind
- American Mischief. Farrar Straus, New York und Cape, London 1973.
- Miriam at Thirty-four. Farrar Straus, New York 1974; Cape, London 1975.
- Shrinking: The Beginning of My Own Ending. Little Brown, Boston 1978.
- Miriam in Her Forties. Houghton Mifflin, Boston 1985.
- Brooklyn Boy. McGraw Hill, New York 1989.
- Playing the Game. Baskerville, Dallas 1995.

## Auszeichnungen
- Yaddo Foundation Grant in den Jahren 1968, 1969, 1971 und 1973
- MacDowell Colony Fellowship in den Jahren 1969 und 1974
- Guggenheim Fellowship von 1976 bis 1977
- Fulbright Writer-in-Residence an der University of Haifa, Israel 1986 bis 1987.
- 1999–2000: Otto Salgo Lehrstuhl in Amerikanischer Literatur an der Eötvös-Loránd-Universität (ELTE) in Budapest, Ungarn